# Heinz-Josef Stammel
Heinz-Josef Stammel (* 1. Januar 1926 in Köln; † 22. Januar 1990 in Alpirsbach) war ein deutscher Pressefotograf, Journalist und Autor.

## Leben
Er studierte Chemie und arbeitete zumindest zeitweise als Journalist. Wichtiger ist allerdings seine Tätigkeit als Autor. In den 1950er-Jahren begann Stammel damit, Wildwestromane zu schreiben. Er war neben G. F. Unger einer der berühmtesten Westernautoren der Jahrzehnte nach dem Zweiten Weltkrieg. Stammel schrieb, hauptsächlich unter seinem Pseudonym Robert Ullman, zwischen 1956 und 1966 etwa 120 Westernromane. Seine Romane erschienen vielfach zunächst als Leihbuch und wurden häufig später als Romanhefte oder Taschenbücher nachgedruckt. Sein erstes Ullman-Leihbuch, Ein harter Mann, erschien 1956 im Paul Feldmann-Verlag, Marl-Hüls. Ab Mitte der 1960er-Jahre wurde das Pseudonym von dem später auch als Jugendbuchautor ausgezeichneten Werner J. Egli bis 1975 weitergeführt.
Bereits 1965 begann Stammel dann eine Reihe von sogenannten Authentic Western herauszugeben, die zunächst als Hardcover unter dem Pseudonym Christopher S. Hagen im Herder Verlag erschienen, und dann später auch als Taschenbücher (nun unter Stammel) bei Rowohlt nachgedruckt wurden. Hierbei handelt es sich jedoch ausschließlich um Stoffe, die bereits unter Ullman erschienen waren, die nun aber leicht bearbeitet wurden, gelegentlich auch zusätzliche Kapitel enthielten, und vor allem mit einer Reihe von zu den Handlungen passenden historischen Fotos, Zitaten, Zeitungsausschnitten etc. angereichert wurden, die den (vermeintlich) authentischen Charakter der Romane belegen sollten.
Besondere Bedeutung besitzt der Roman „Geheimauftrag“ (1969), für den Stammel mit dem Friedrich-Gerstäcker-Preis ausgezeichnet wurde, der ein schmutziges Kapitel aus dem Vernichtungskrieg der USA gegen die einheimischen Indianer beschreibt, aber vor allen Dingen durch seine intensive Schilderung extremster Entbehrungen in einer Ausnahmesituation besticht.
In „Die Stunde des Cowboys“ liefert er einen umfassenden Einblick, dabei auch politische Dimensionen nicht außer Acht lassend, in das wenig romantische Leben der Cowboys, das bestimmt wird durch eine kräftezehrende Arbeit in einer lebensfeindlichen Umwelt ohne jegliche soziale Absicherung.
Stammels Kunst besteht darin, dass diese entmythologisierenden Inhalte nicht trotz, sondern durch interessante Charaktere und packende Geschichten vermittelt werden.
Golo Mann fasste dies folgendermaßen zusammen: „Ich bewundere die Art, in der Sie so überaus gründliche, wohl das ganze Material erfassende Studien mit einer so angenehm fesselnden, ja, recht eigentlich unterhaltenden Form der Darstellung verbunden haben.“
Stammel selbst bezeichnete seine belletristischen Werke oft als „authentische Romane aus dem amerikanischen Westen“ oder benutzte im Untertitel auch den Hinweis „Authentic Western“. Schon 1956 stellte er fest, dass der Leser keine Schreibtisch-Phantasiegebilde, sondern Romane verlange, deren echte Stoffe verbürgt seien. Dennoch bleibt die Handlung seiner Wildwestromane in seiner Ullman-Phase zumeist unterhaltsame Fiktion, die durch ihre psychologisch durchgefeilten Charaktere und Konflikte fesselt.
Gerade dieser zelebrierte „authentische“ Anspruch brachte Stammel aber in die Kritik, als in den 1970er-Jahren herauskam, dass er nicht nur für sein belletristisches Werk, sondern auch für seine Sachbücher „historische Quellen“ (z. B. Zeitungsausschnitte) erfunden hatte. Besonders sein „Indianer“-Lexikon wurde von Wissenschaftlern als unbrauchbar kritisiert, wodurch auch seine anderen Fälschungen publik wurden.
Es gab später auch Romanheft- und Taschenbuchreihen (bei Bastei, Kelter), in denen nur Romane abgedruckt wurden, die dem Ullman-Pseudonym zugeordnet sind. Inklusive der Nachauflagen lassen sich mehr als 1700 Westernveröffentlichungen Ullmans feststellen.
Die belletristischen Texte wurden zumeist unter verschiedenen Künstlernamen veröffentlicht. Das wichtigste Pseudonym war Robert Ullman. Einige von Stammels Pseudonymen wurden allerdings mit seiner Genehmigung auch von anderen Schriftstellern benutzt. Unter seinem wirklichen Namen erschienen Sachbücher über die nordamerikanische Pioniergeschichte.

## Veröffentlichungen (Sachbücher)
- H. J. Stammel: Das waren noch Männer – Die Cowboys und ihre Welt, Econ-Verlag, Düsseldorf 1970.
- H. J. Stammel: Der Cowboy. Legende und Wirklichkeit, Bertelsmann-Verlag, 1972.
- H. J. Stammel: Indianer. Legende und Wirklichkeit von A–Z. Leben – Kampf – Untergang, Bertelsmann Lexikon-Verlag, Gütersloh 1977
  - Neuauflage: Orbis Verlag, München 1989, ISBN 3-572-06243-8.
- H. J. Stammel: Solange Gras wächst und Wasser fließt, DVA, Stuttgart 1976
- H. J. Stammel: Der Wilde Westen im Bild, Prisma Verlag, Gütersloh 1978
- H. J. Stammel: Mit gebremster Gewalt, Motorbuch Verlag, Stuttgart 1974
- H. J. Stammel: Schützen Sie sich selbst, Journal Verlag, Schwäbisch Hall 1977
- H. J. Stammel: Off Road durch die USA, Geschichte, Technik, Reisen, Abenteuer, Motorbuch-Verlag, Stuttgart 1982
- H. J. Stammel: Die Apotheke Manitous. Das medizinische Wissen der Indianer und ihre Heilpflanzen, Wunderlich-Verlag, Reinbek 1986
- H. J. Stammel: Das Heilwissen der Indianer. Tausend geheime Rezepturen und ihre Anwendung. Wunderlich-Verlag, Reinbek 1986, ISBN 3-8052-0406-X

## Pseudonyme (teils auch von anderen Autoren benutzt)
- Perky S. Blane, Bud W. Clarke, Robert S. Field, Clint H. Fowler, Mark F. Gruver, Christopher S. Hagen, Mac Intosh, Jim Kellog, T.C. Lockhart, Robert Starr, Robert Ullman

| Personendaten    | Personendaten |
| ---------------- | --- |
| NAME             | Stammel, Heinz-Josef |
| ALTERNATIVNAMEN  | Ullman, Robert (Pseudonym); Blane, Perky S. (Pseudonym); Clarke, Bud W. (Pseudonym); Field, Robert S. (Pseudonym); Fowler, Clint H. (Pseudonym); Gruver, Mark F. (Pseudonym); Hagen, Christopher S. (Pseudonym); Intosh, Mac (Pseudonym); Kellog, Jim (Pseudonym); Lockhart, T.C. (Pseudonym); Starr, Robert (Pseudonym) |
| KURZBESCHREIBUNG | deutscher Pressefotograf, Journalist und Autor |
| GEBURTSDATUM     | 1. Januar 1926 |
| GEBURTSORT       | Köln |
| STERBEDATUM      | 22. Januar 1990 |
| STERBEORT        | Alpirsbach |